# تريزا مارينوفا
تريزا مارينوفا (بالبلغارية: Тереза Маринова) هي منافسة ألعاب القوى بلغارية، ولدت في 5 سبتمبر 1977 في بلفن في بلغاريا.

## وصلات خارجية
- تريزا مارينوفا على موقع الاتحاد الدولي لألعاب القوى (الإنجليزية)
- تريزا مارينوفا على موقع اللجنة الأولمبية الدولية (الإنجليزية)
- تريزا مارينوفا على موقع أوليمبيديا (الإنجليزية)